# 鹿児島神宮

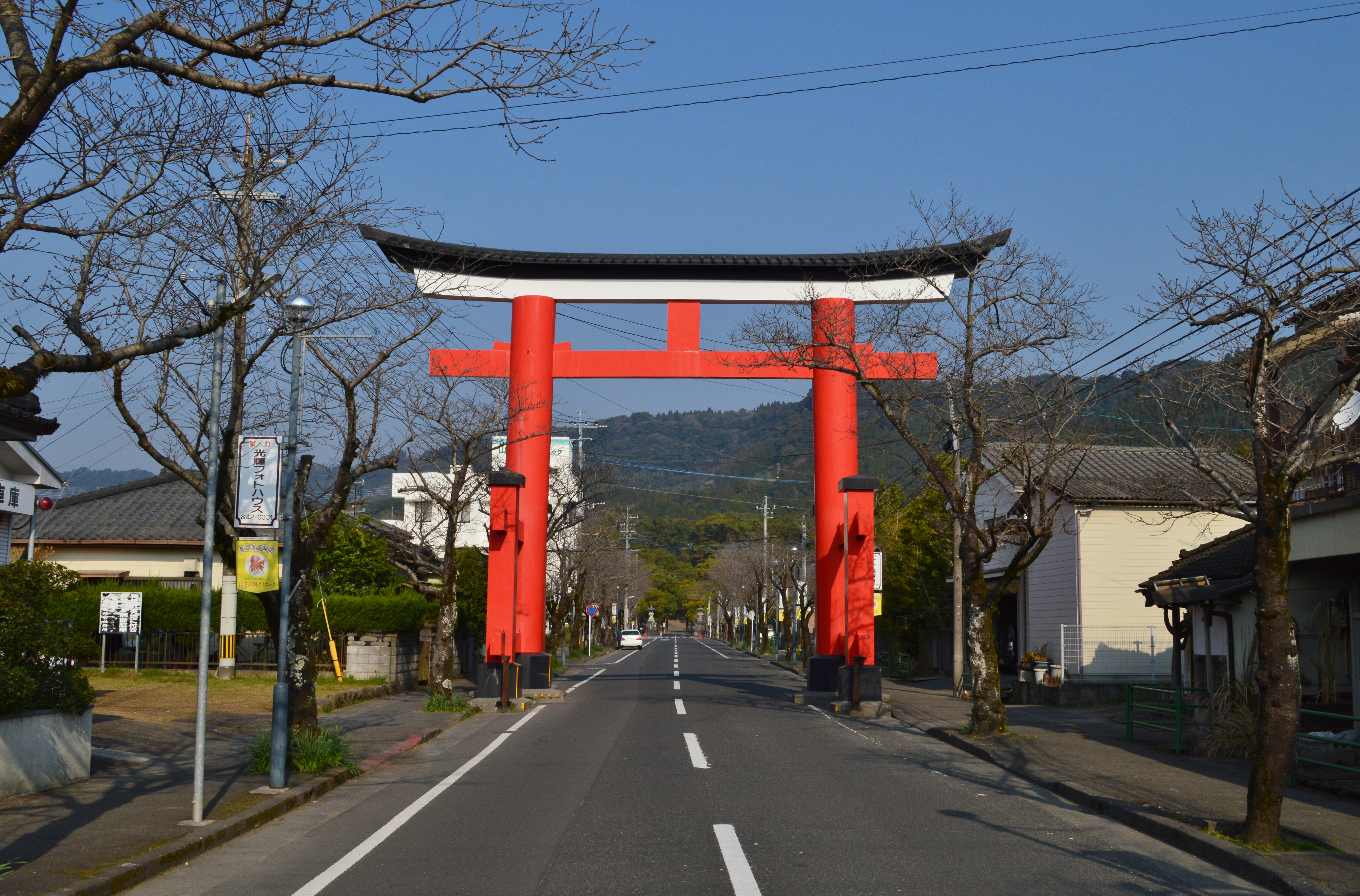
大鳥居

鹿児島神宮（かごしまじんぐう）は、鹿児島県霧島市隼人町内（はやとちょううち）にある神社。式内大社（国幣大社）、大隅国一宮。旧社格は官幣大社で、現在は神社本庁の別表神社。かつては「大隅正八幡宮」「国分八幡宮」などとも称されていた。

## 祭神
現在の祭神は次の通り。
主祭神
- 天津日高彦火火出見尊（あまつひだかひこほほでみのみこと、山幸彦）
- 豊玉比売命（とよたまひめのみこと） - 天津日高彦火火出見尊の后神。

相殿神
- 帯中比子尊（なかたらしひこのみこと、第14代仲哀天皇）
- 息長帯比売命（おきながたらしひめのみこと、神功皇后） - 仲哀天皇皇后。
- 品陀和気尊（ほむだわけのみこと、第15代応神天皇・八幡大神）
- 中比売命（なかつひめのみこと、仲姫命） - 応神天皇皇后。

相殿神4柱は八幡神を合祀した関係による。

## 歴史
創始は社伝によると遠く神代とも、あるいは「神武天皇の御代に天津日高彦穗穗出見尊の宮殿であった高千穂宮を神社としたもの」とされる。和銅元年（708年）に現在地に遷座され、旧社地には現在摂社石体宮（石體神社）が鎮座している。当社の北西13kmの地点には、穗穗出見尊の御陵とされる高屋山上陵がある。
信頼できる史料での初出は、醍醐天皇の時に編纂された『延喜式神名帳』に「大隅国桑原郡 鹿児嶋神社」とあるもので大社に列しており、日向、大隅、薩摩のいわゆる南九州では最も格の高い唯一の式内大社（国幣大社）である。その高い社格から桑幡氏、税所氏などの有力国人をその神職より輩出した。
建久年間（1190 - 1199年）には社領2500余町歩の広さがあり、江戸末期まで千石を有していた。
大永7年（1527年）に兵火により焼失したため、天文20年（1551年）に後奈良天皇の綸旨を得て島津貴久は日秀上人に再興を命じ、永禄3年（1560年）12月13日に新造社殿に遷宮した。
戦国時代から江戸時代には、地元の大名である島津氏の尊崇を受けた。
1871年 (明治4年)、明治政府による近代社格制度において「鹿兒島神社」として国幣中社に列格する。
1874年（明治7年）に神宮号宣下及び近代社格制度において官幣中社に列し、1895年（明治28年）に官幣大社に昇格した。戦後は神社本庁の別表神社となった。
1935年（昭和10年）11月10日、陸軍特別大演習に参加中の昭和天皇が行幸。
2021年（令和3年）11月19日、国の文化審議会は本殿及び拝殿、勅使殿、摂社四所神社本殿を重要文化財に指定することを答申。翌2022年（令和4年）2月9日付の官報で告示され、正式に重要文化財となった。

### 八幡神の合祀
平安時代に宇佐八幡が九州五所の八幡別宮を勧請したのに伴い、当社に八幡神が合祀されたともされている。それ以降、正八幡宮・大隅正八幡宮・国分八幡宮などとも称される。
平安時代後期に成立した『今昔物語集』に、八幡神は大隅国に現れ、次に宇佐に遷り、ついに石清水に跡を垂れたと記載されている。
鎌倉時代に成立した『八幡愚童訓』では、欽明天皇5年（544年）に八幡神が垂迹したのもこの旧社地とされる。「震旦国（インドから見た中国）の大王の娘の大比留女は七歳の時に朝日の光が胸を突き、懐妊して王子を生んだ。王臣達はこれを怪しんで空船に乗せて、船のついた所を所領としたまうようにと大海に浮かべた。船はやがて日本国鎮西大隅の磯に着き、その太子を八幡と名付けたという。継体天皇の代のことであるという。」との記載がある。なお、白井宗因が記した『神社啓蒙』では登場人物が「陳大王」と記されており、娘の名前が八幡であるとされている。
大隅正八幡の正の字が示すように、鹿児島神宮は八幡宮の根本社だともいわれている。伝承ではかつて国分八幡と宇佐八幡との間に、どちらが正統な八幡かを巡って争いが起き、宇佐八幡は密かに15人（14人とも）の使者を遣わして国分八幡を焼かせたという。その際、燃え上がる社から立ち上る黒煙の中に「正八幡」の字が現れ、それを見て驚き怖れた使者達は溝辺の地まで逃れてきたが、神罰を受けたのか次々と倒れてその数は13人に及んだ。その後土地の人々は異境に死んだ者たちを憐れみ、それぞれが倒れた場所に塚を盛り霊を慰めたが、その数が13であったことから、そこを十三塚原と名付けたといわれている。この十三塚原は鹿児島県の国分平野北方にあり、その北東部には鹿児島空港やこの伝承に基づく十三塚原史跡公園がある。この宇佐八幡の使者に関する伝承には、上記と内容の異なる伝承が他にもいくつかある。

## 境内
- 大鳥居 - 公道を跨ぐ鳥居

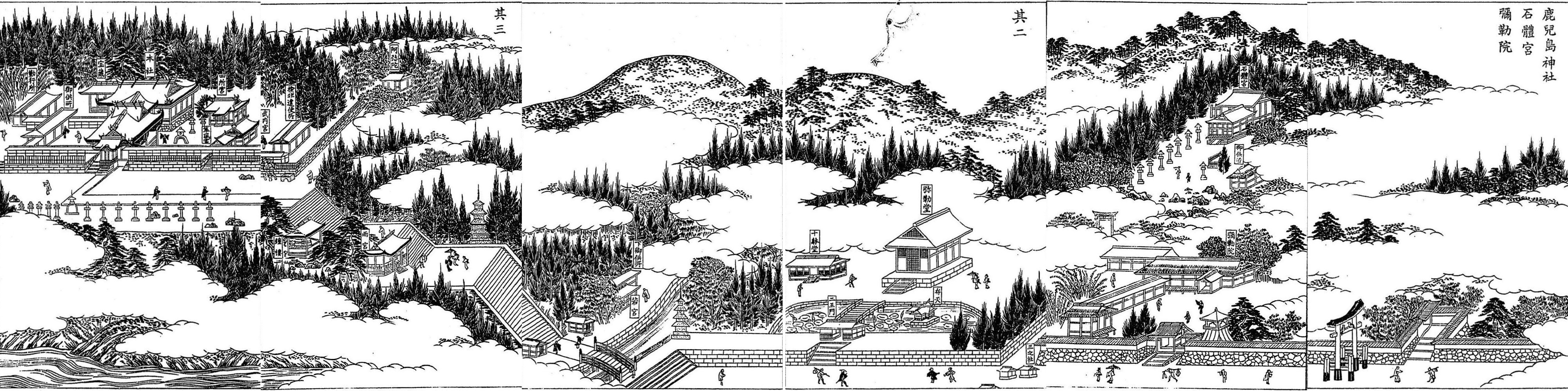
江戸時代の鹿児島神宮（『三国名勝図会』）。

- 奉納木馬 - 昭和18年に奉納された神馬（木馬）[9]。
- 神馬舎
- 手水舎
- 本殿・拝殿・勅使殿 - 重要文化財。慶長6年（1601年）に造営された社殿が白蟻よる被害がひどくなり、宝暦5年（1755年）島津重年の寄進により起工され、翌年、島津重豪の代に竣工[10]。勅使殿は社殿入り口に相当し、北側に拝殿、本殿と並ぶ。各建物とも豊かな装飾をもち、勅使殿に龍の持送、拝殿に天井画、本殿は規模が極めて大きく、全体を彫刻や薩摩藩の画家・木村探元の壁画で装飾され、極彩色、漆塗などで仕上げられ、向拝の柱に龍の彫刻が巻き付く[9][11]。
- 正宮造替の石灯籠 - 県指定有形文化財。宝暦6（1756年）に正宮（現・鹿児島神宮）に寄進された灯籠。二脚付の石灯籠で「琴柱灯籠」とよばれる[12]。脚の表側に、社殿の建立についての銘文がある[12]。
- 神田
- 御神木 - 建久年間植樹、樹齢約800年と伝わる[9]。
- 亀石
- 隼人歴史民俗資料館 - 歴史展示室、民俗展示室、和室があり、鹿児島神宮関係の文書資料、隼人町内出土の土器・石斧などの考古資料、鈴かけ馬踊りなど郷土芸能に関する資料や民具が展示され、和室には昭和の空間が再現されている[13]。
- 社務所
- 養正館

### 摂末社
- 四所神社 - 重要文化財。祭神：大雀命、石姫命、荒田郎女、根鳥命。例祭：11月15日[9]。
- 武内神社 - 祭神：武内宿禰[9]。
- 隼風神社 - 祭神：日本武命[9]。
- 三之社 - 境内入口鳥居前に3つの社が建つ。
- 御門神社 - 境内への石段麓脇に2つの社が建つ。
- 雨之社 - 祭神：豊玉彦命。例祭：10月11日[9]。
- 招魂社
- 稲荷神社
- 山神神社
- 大多羅知女神社
- 高千穂宮跡・石體神社 - 鹿児島神宮の元宮。高千穂宮の正殿があった場所。
- 保食神社

## ギャラリー

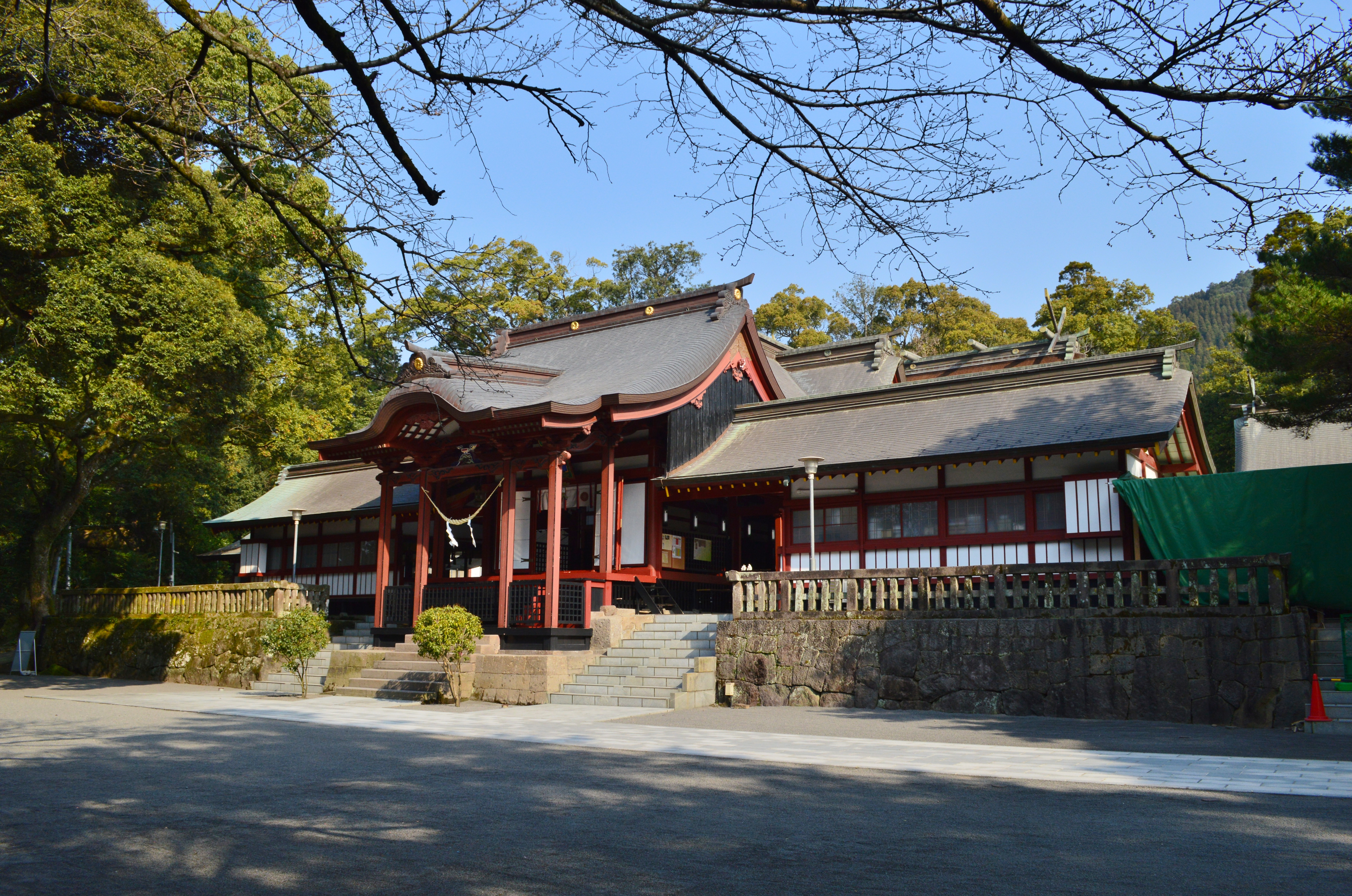
社殿 国の重要文化財
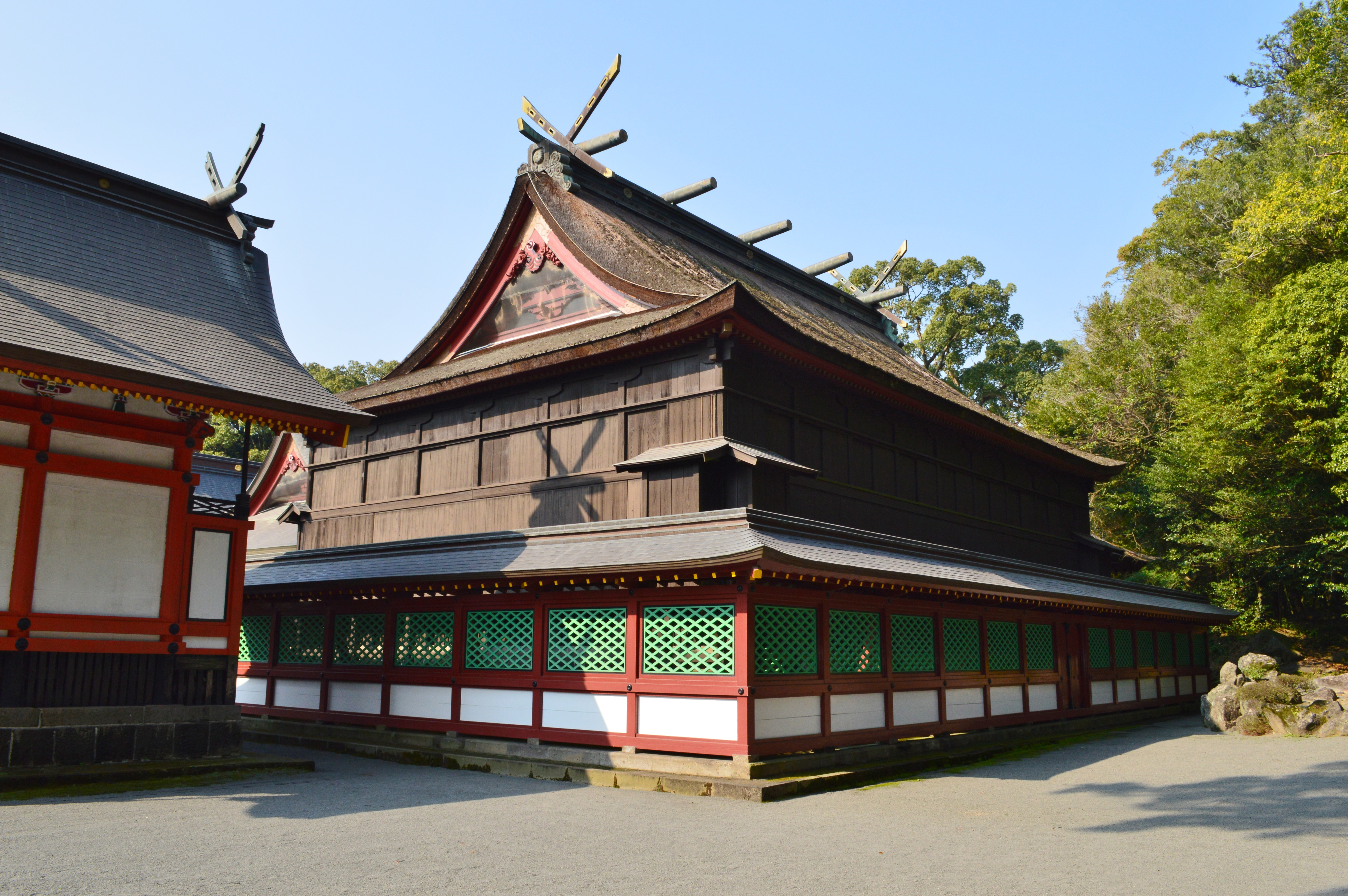
本殿
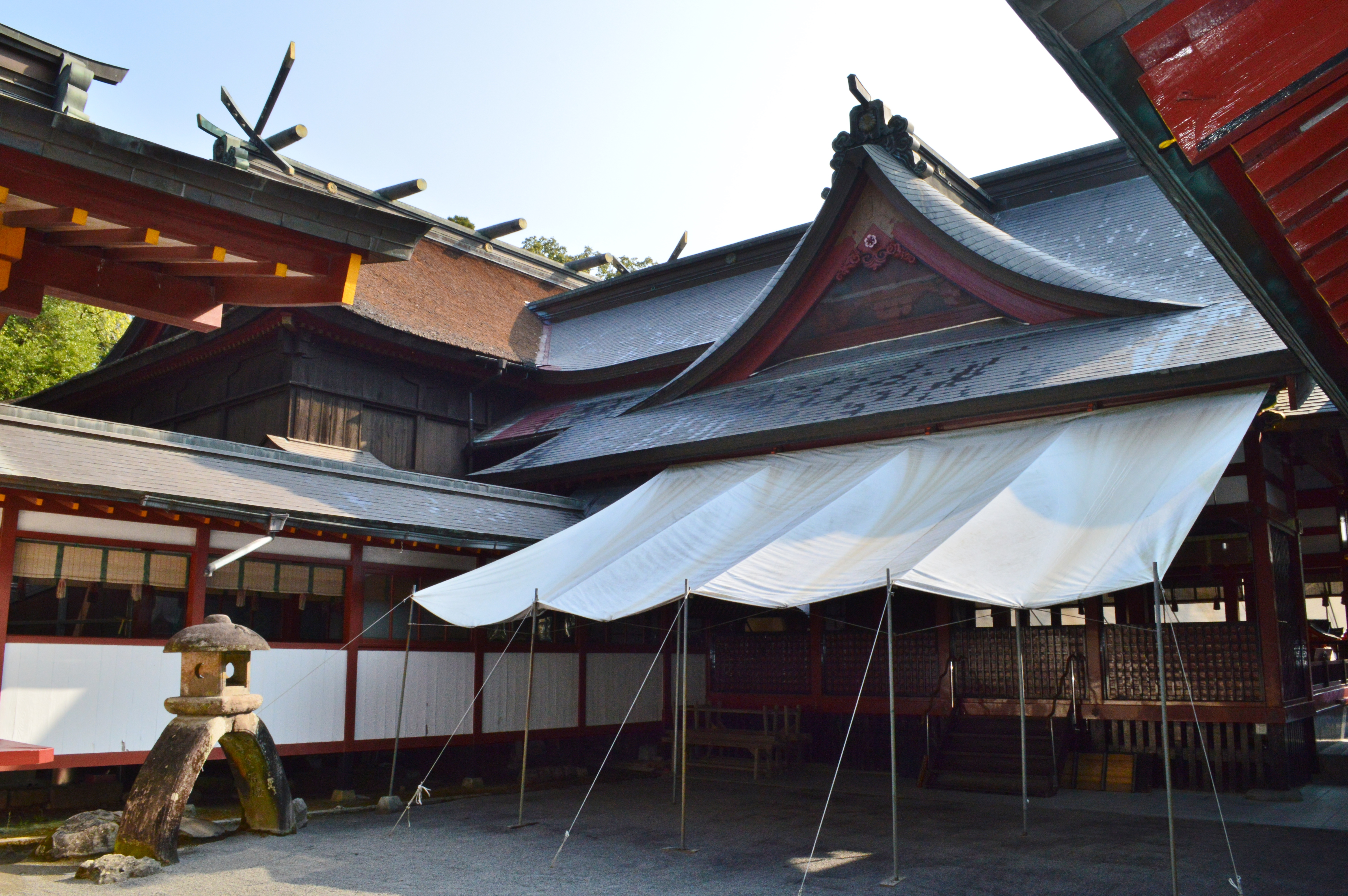
本殿・拝殿 左下に石灯籠（鹿児島県指定有形文化財）。
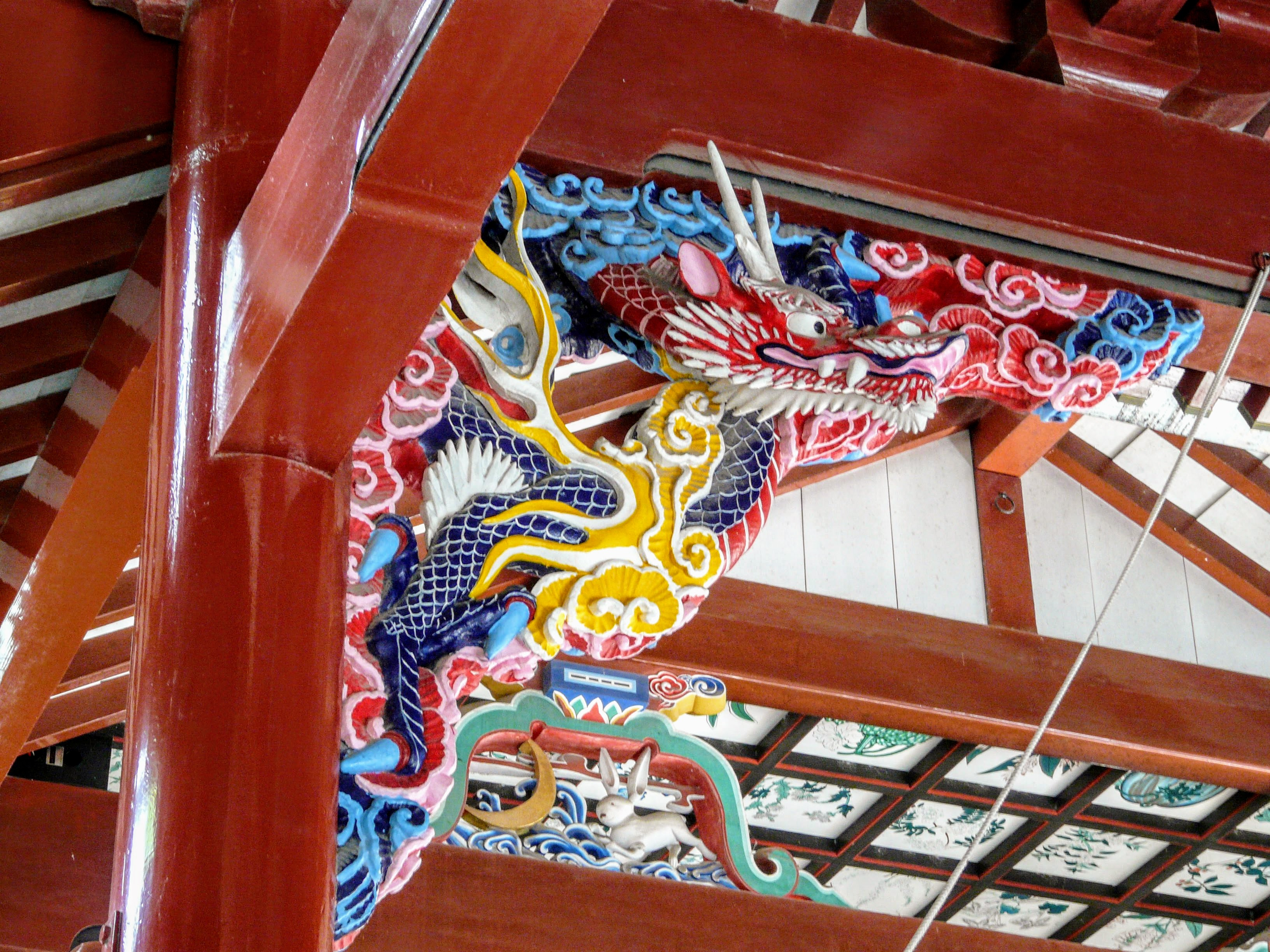
勅使殿の装飾
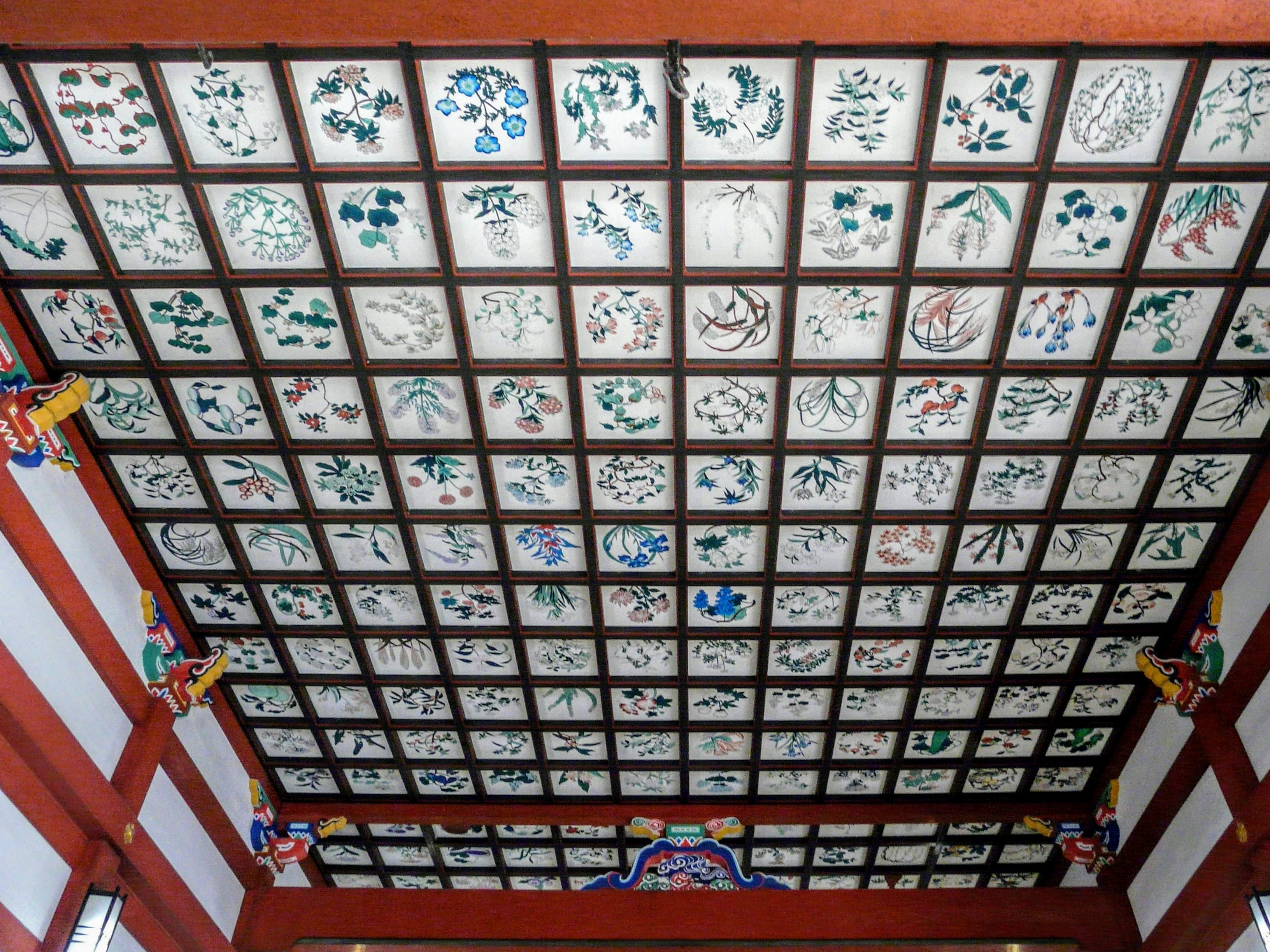
拝殿の天井画
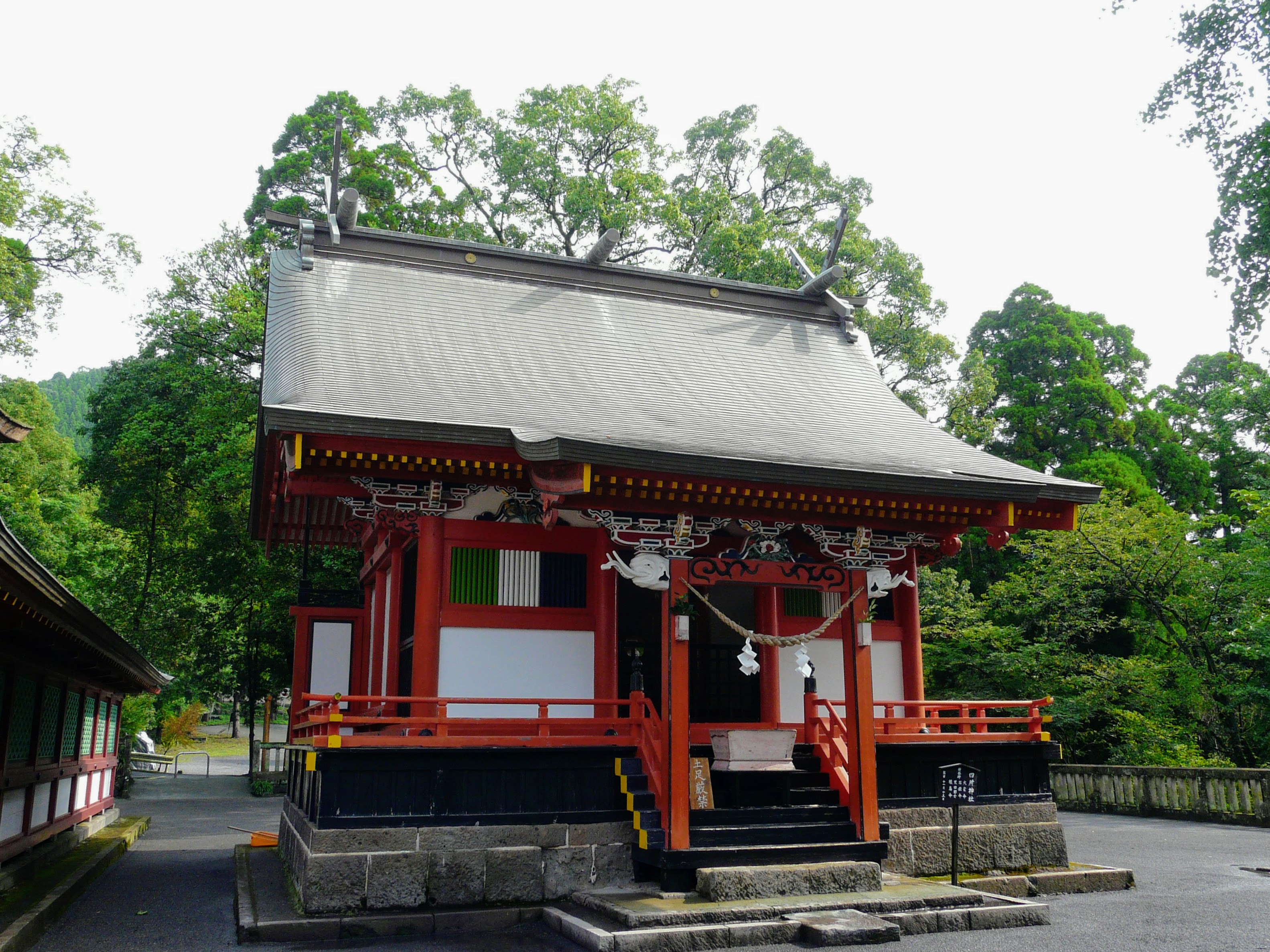
四所神社 国の重要文化財
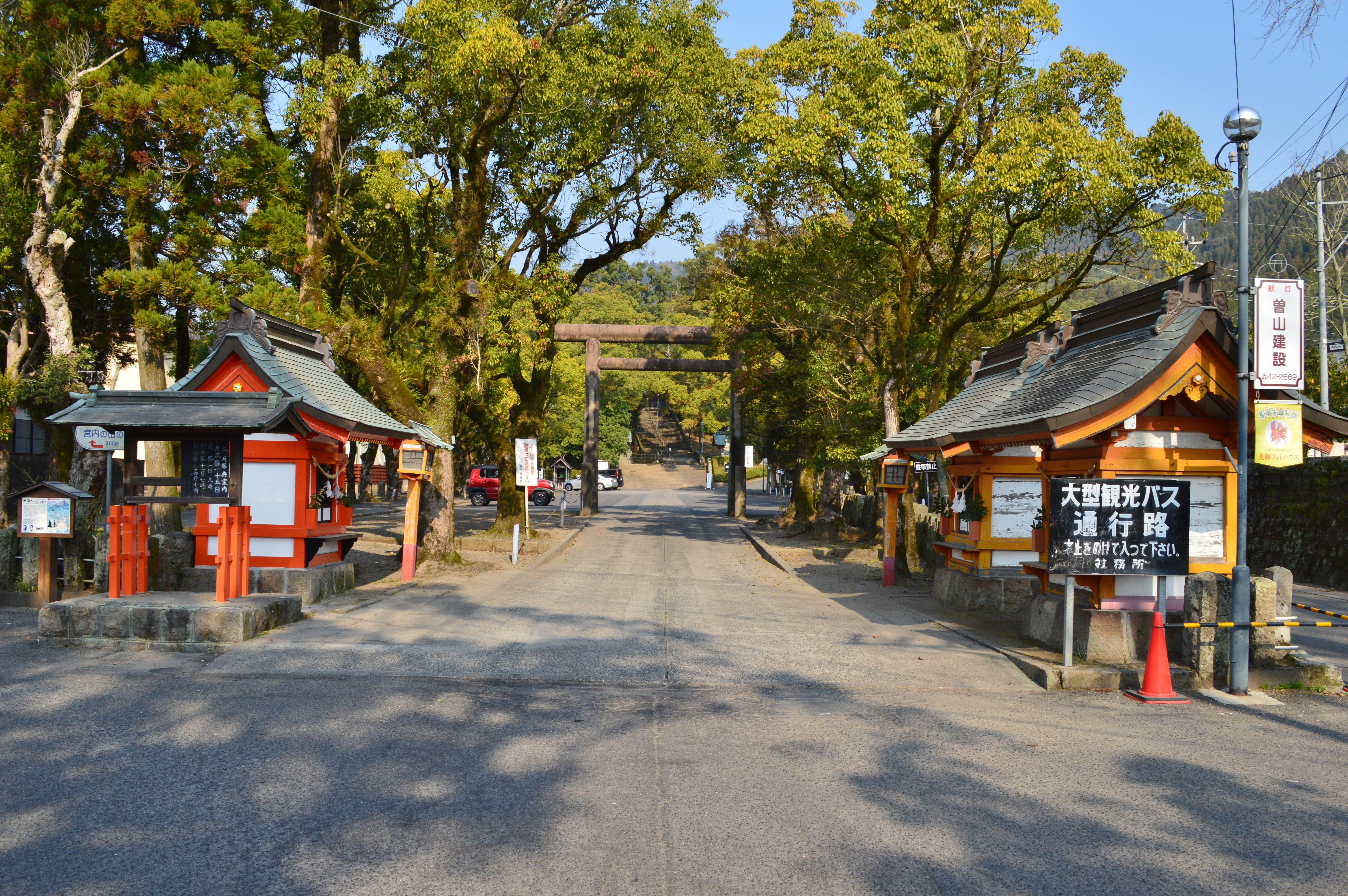
境内入り口左右の社は三之社
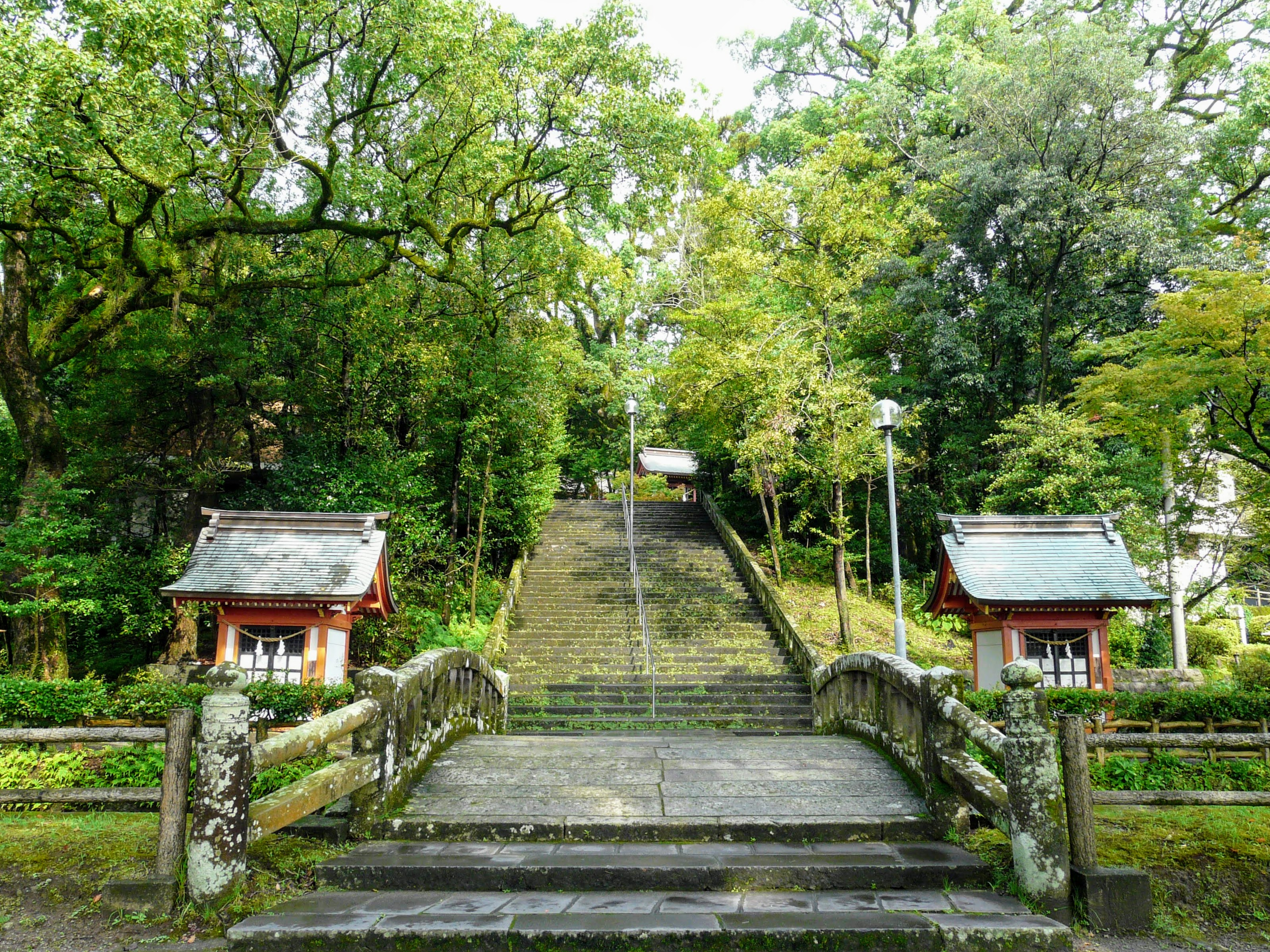
境内への石段麓にある御門神社（左右に2社）
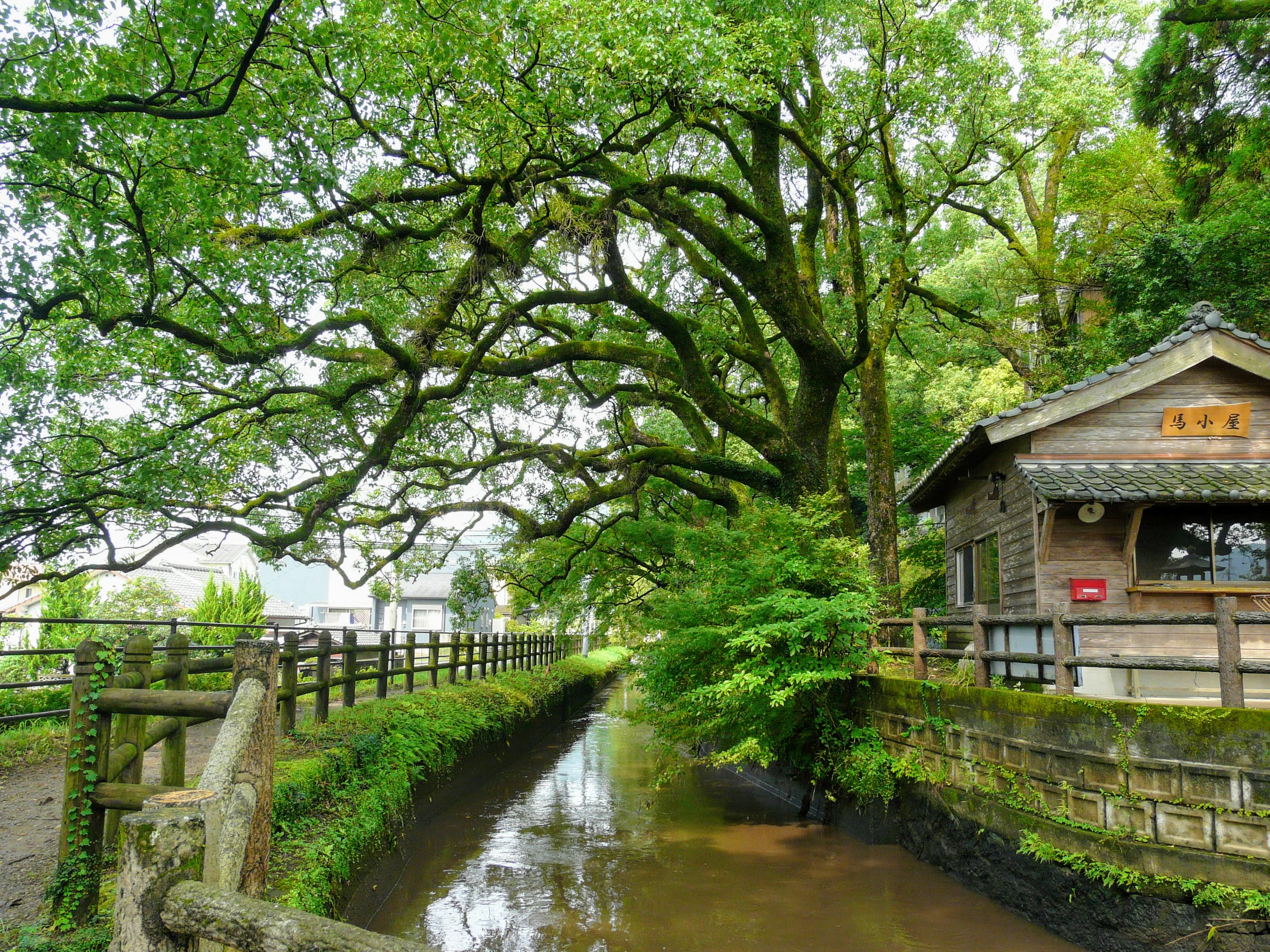
神馬社と宮内原用水
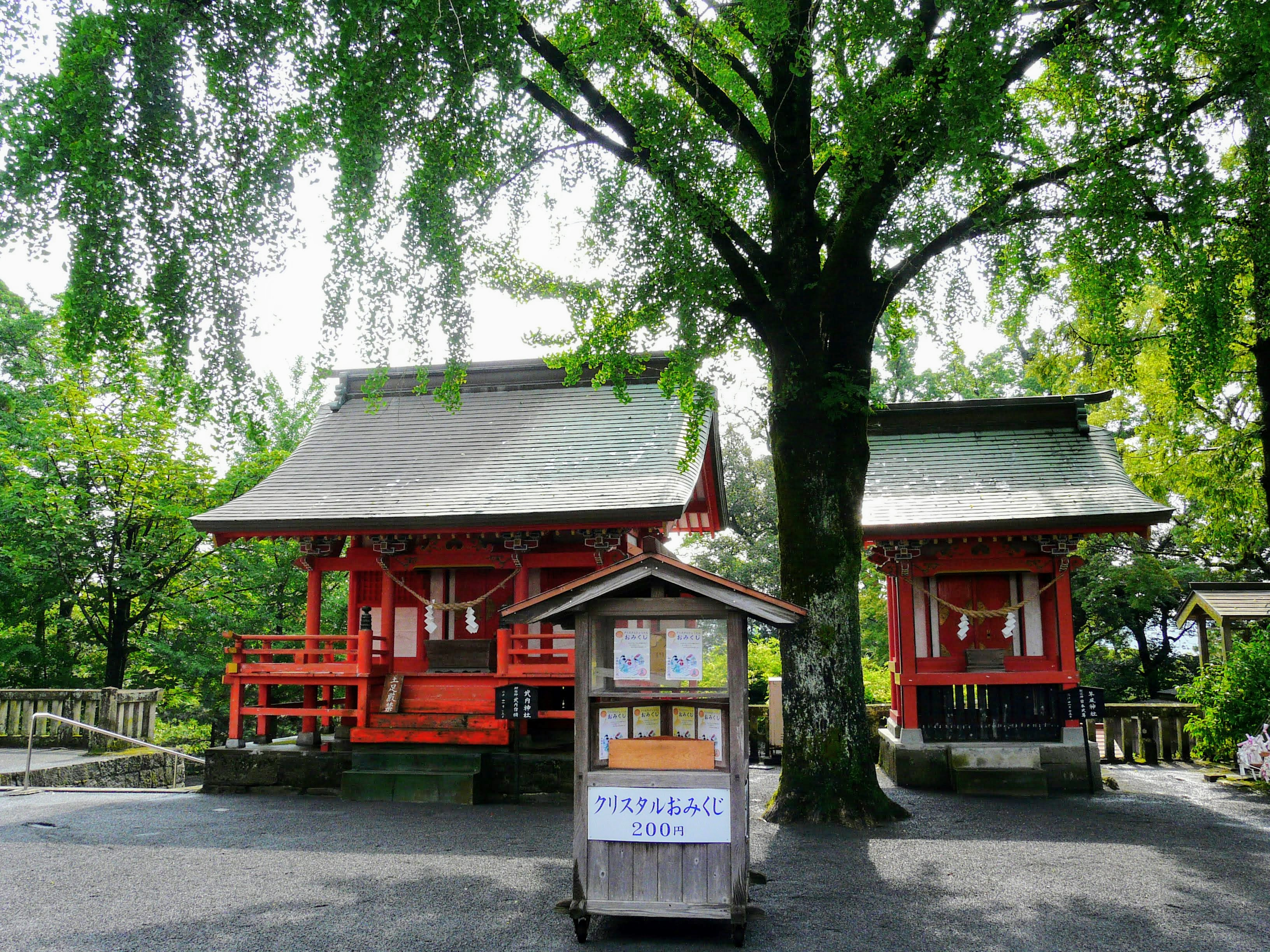
左：武内神社 右：隼風神社
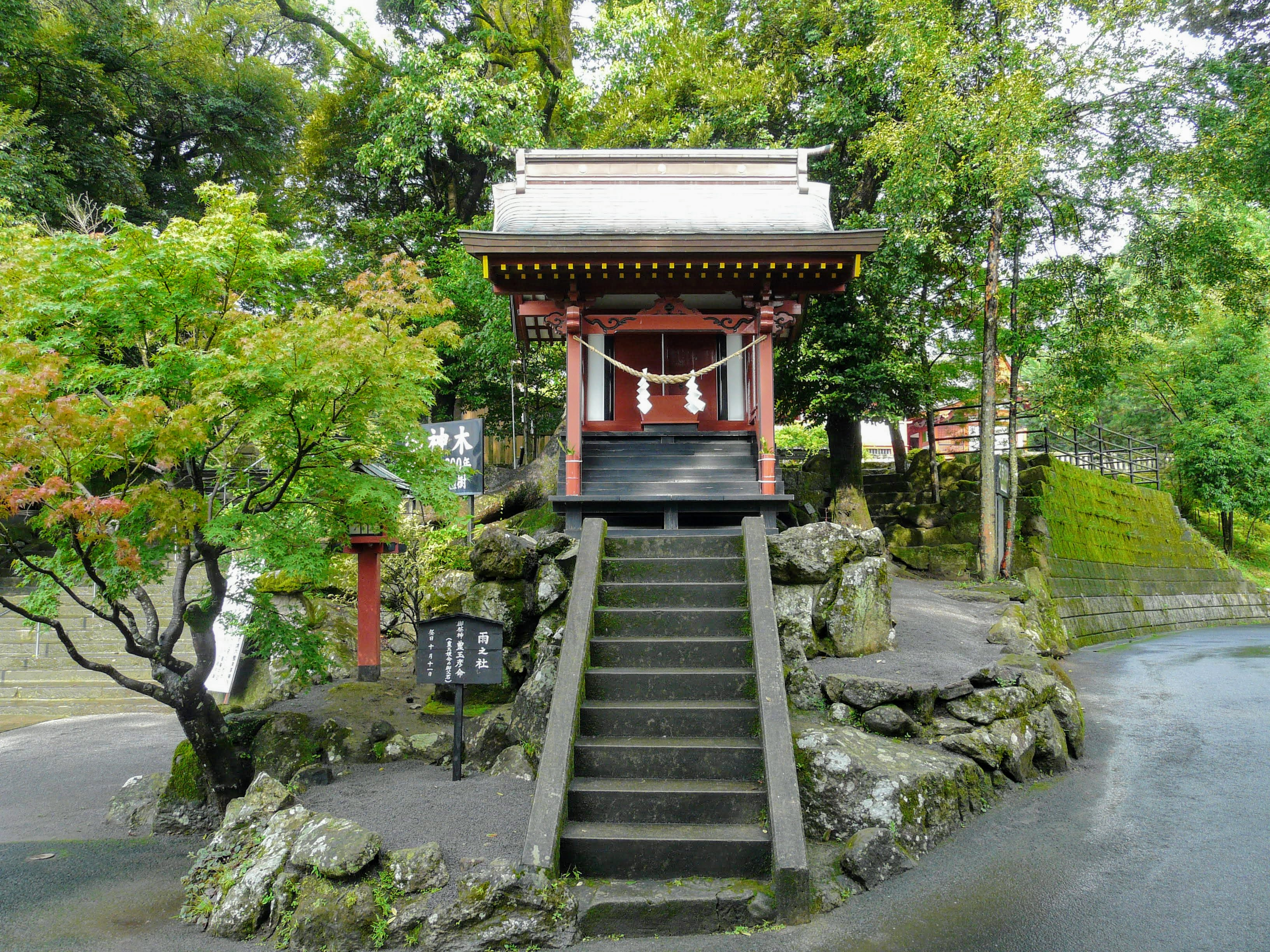
境内社：雨之社
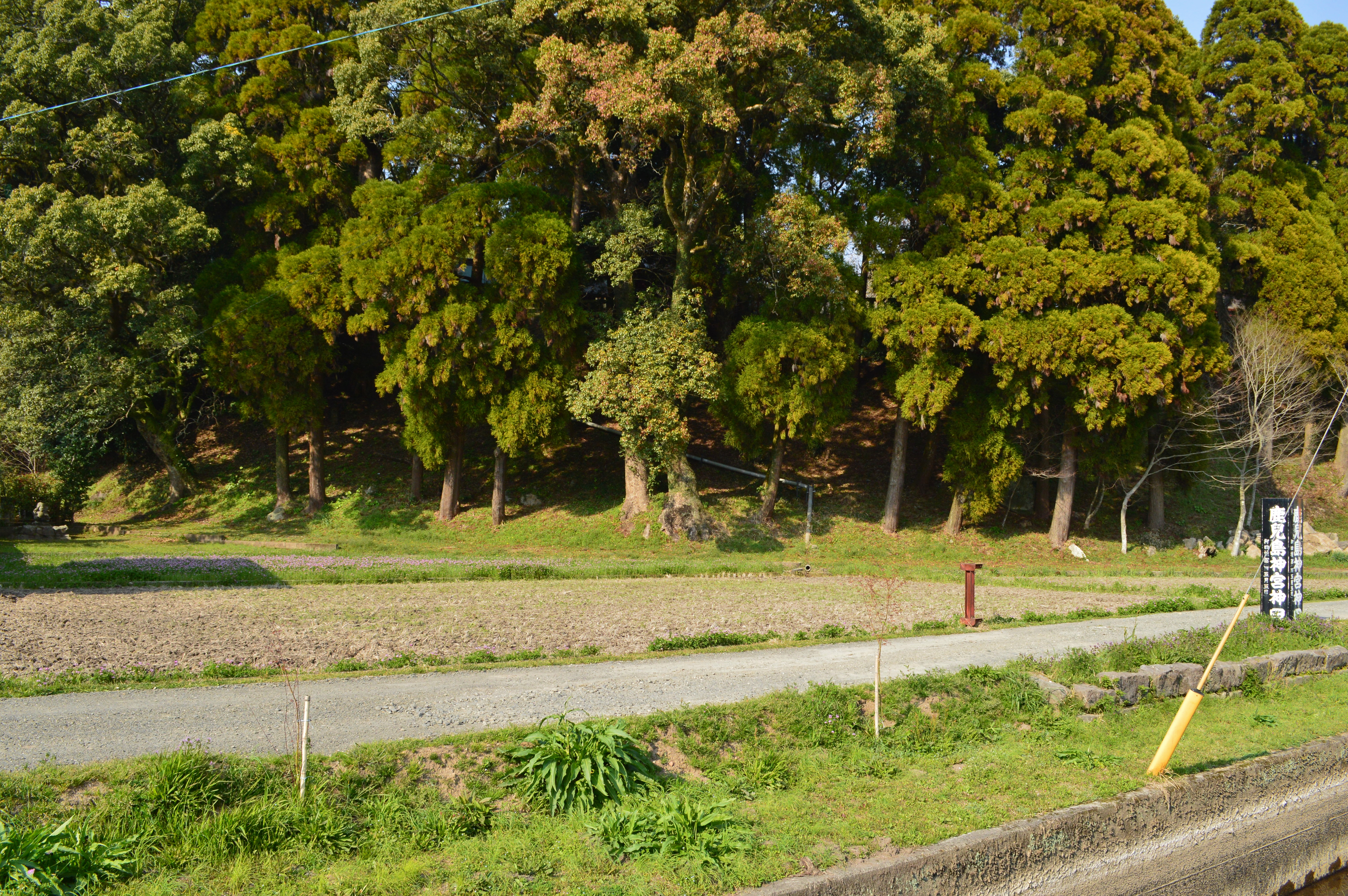
神田
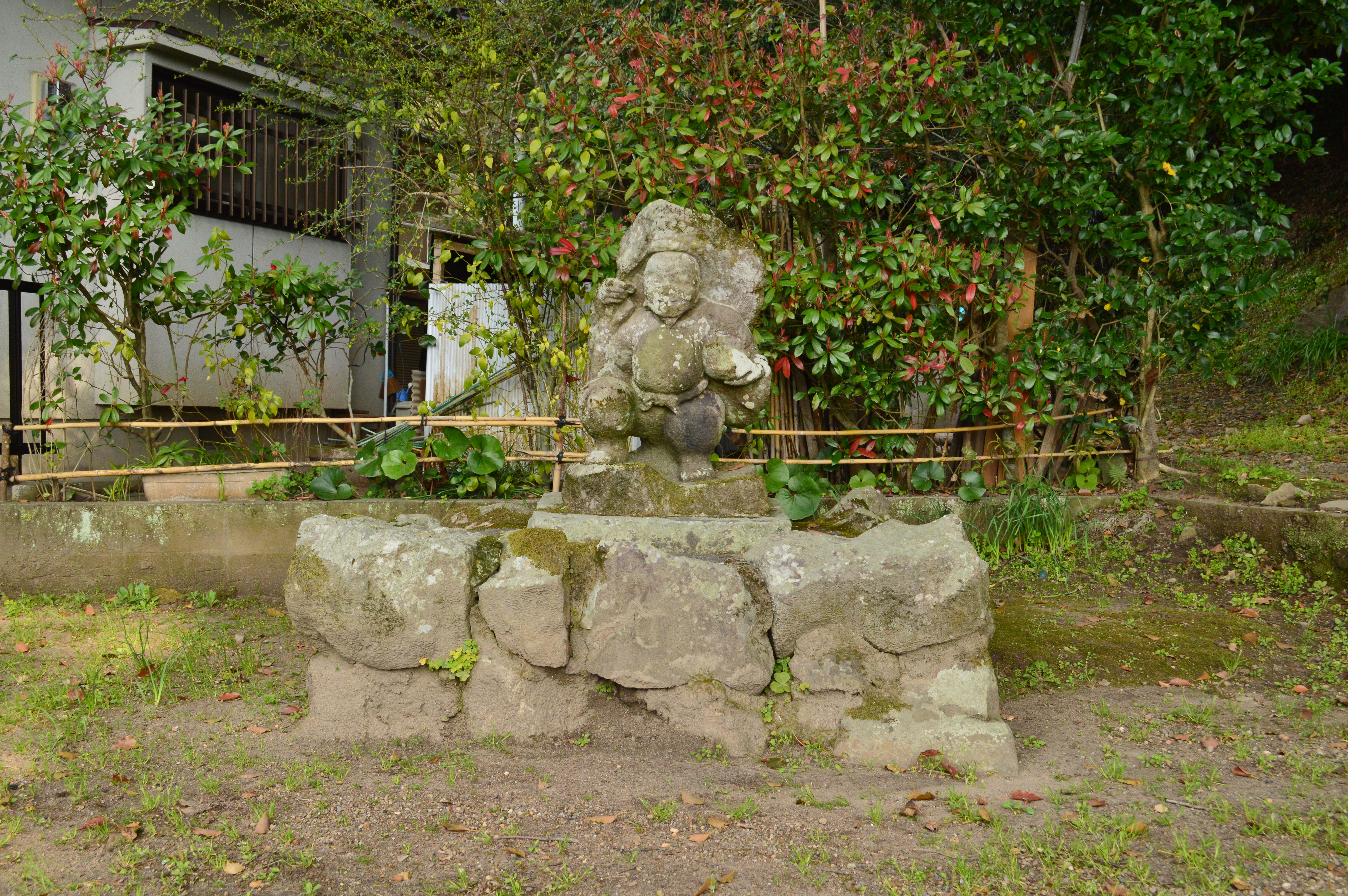
宮内の田の神（鹿児島県指定有形民俗文化財）
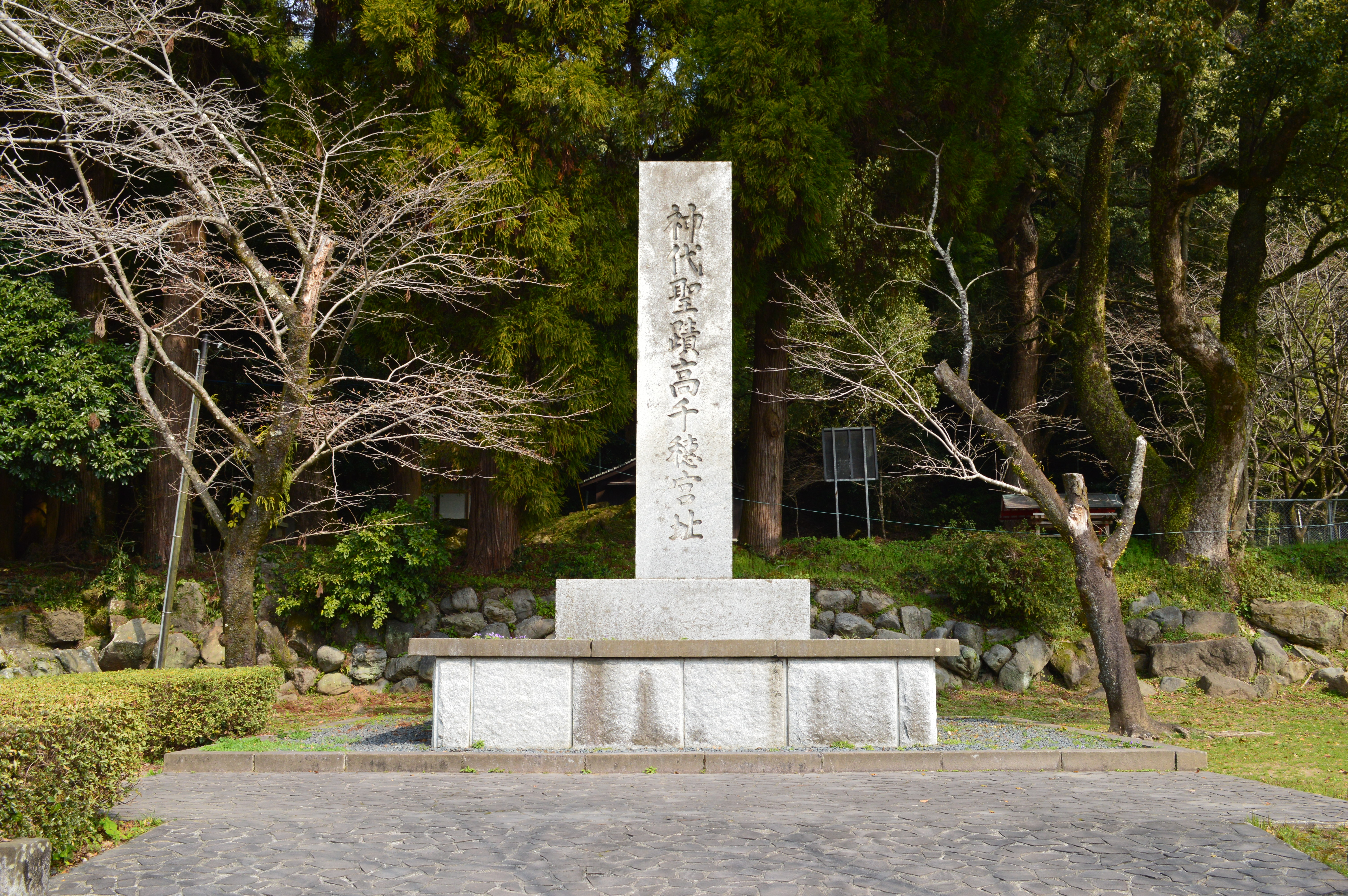
石體神社境内の高千穂宮顕彰碑
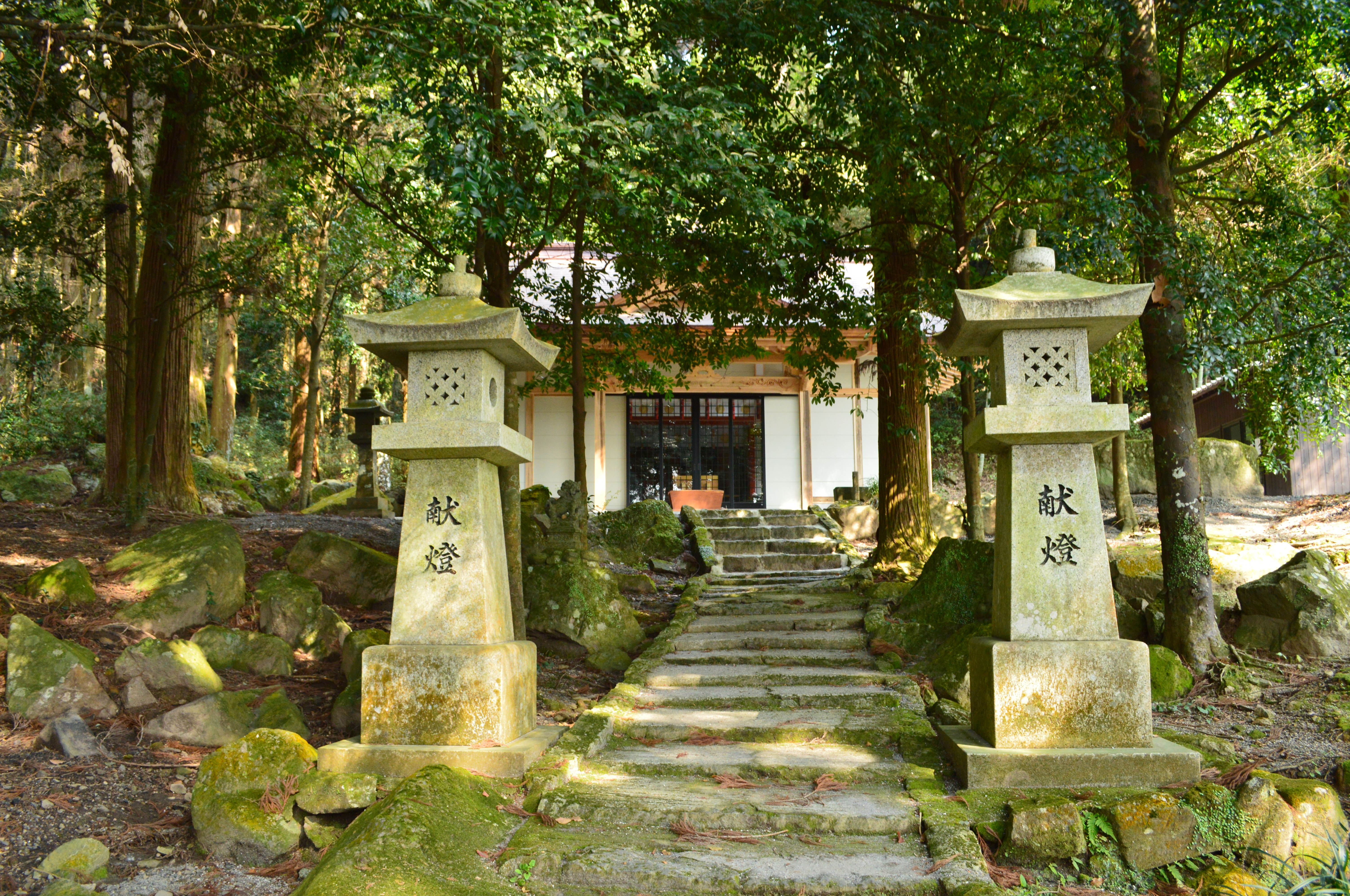
石體神社（境外摂社） 鹿児島神宮元宮伝承地。
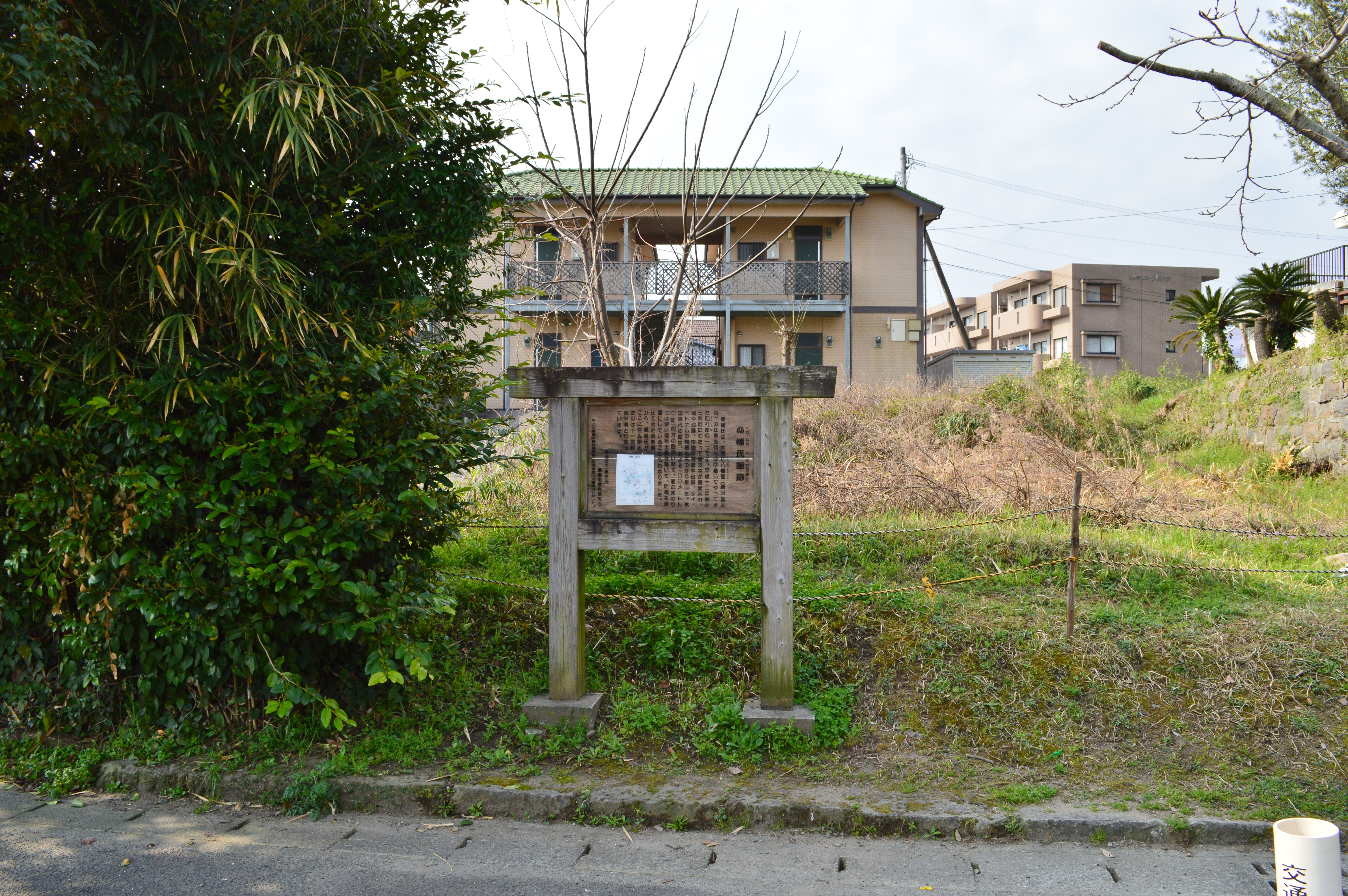
社家桑幡氏館跡（国の史跡のうち）
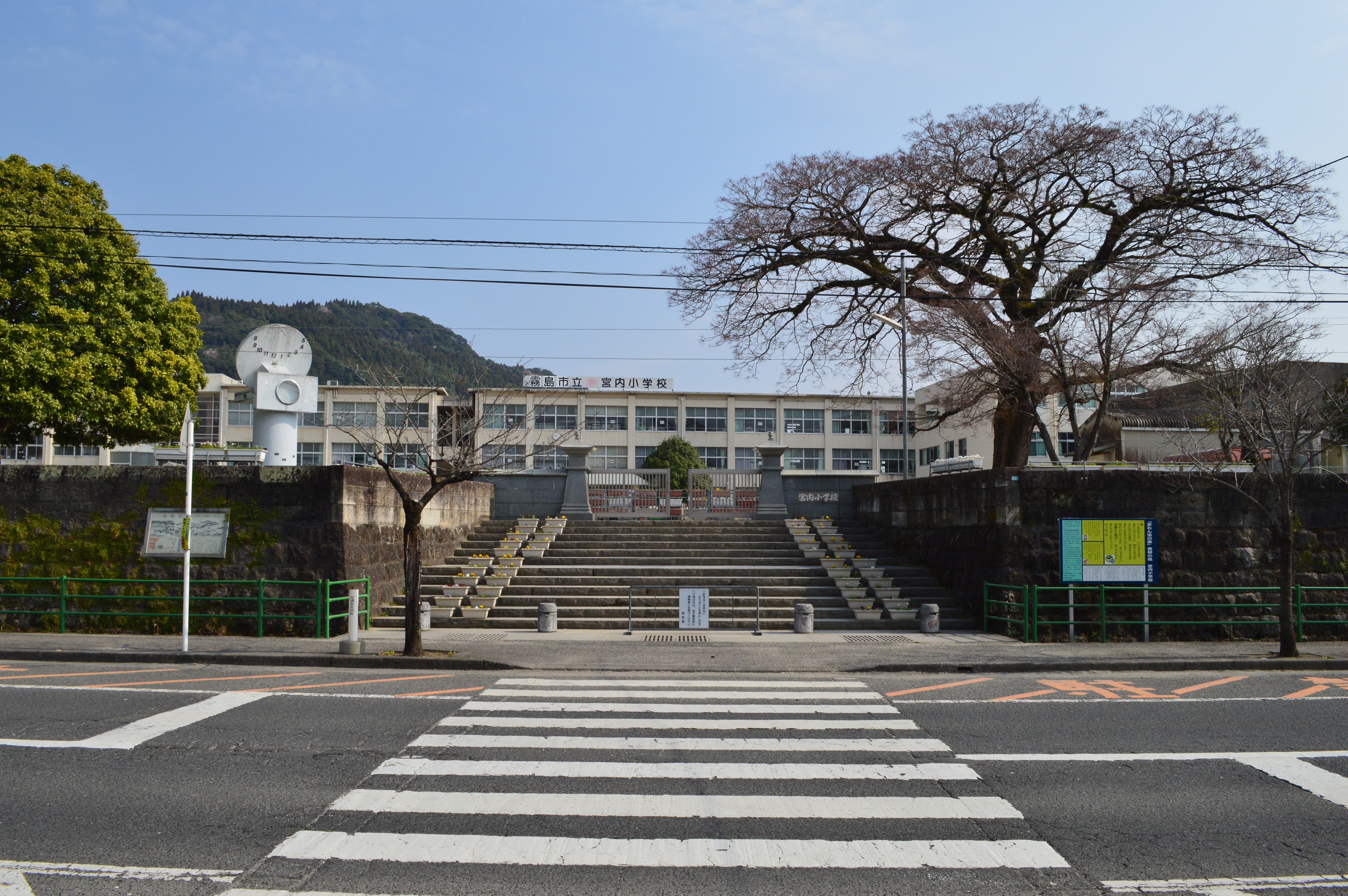
弥勒院跡（国の史跡のうち）

## 祭事
鹿児島神宮で行われる年間祭事は次の通り。
- 七種祭（1月7日）

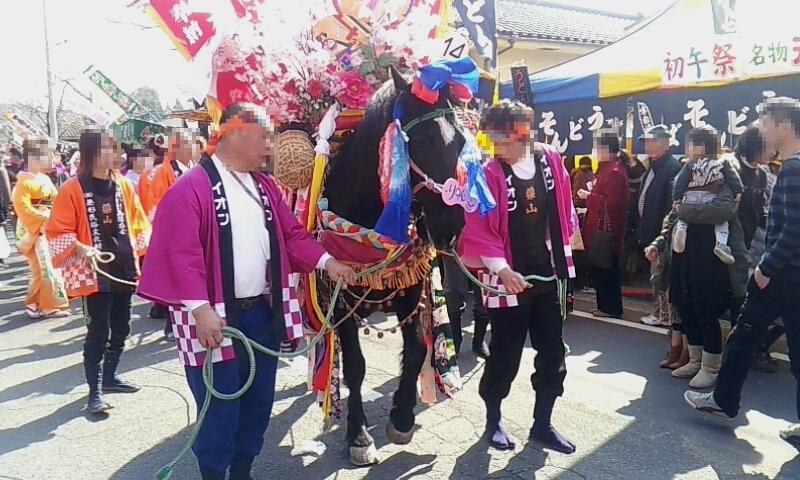
初午祭の様子（2012年撮影）

- 初午祭（旧暦1月18日：近年は近日の日曜日）
- 藤祭（旧暦3月10日）
- 御田植祭（旧暦5月5日）
- 例祭（旧暦8月15日）
- 七夕祭
- 御浜下り祭（10月第3日曜日）

## 文化財

### 重要文化財（国指定）
- 鹿児島神宮 3棟（附 棟札1枚）（建造物） - 宝暦5年（1755年）、島津重年の寄進により工事に着手。翌年、島津重豪の代に竣工した。2022年（令和4年）2月9日指定[15][16]。
  - 本殿及び拝殿
  - 勅使殿
  - 摂社四所神社本殿
- 紺糸威鎧 兜、大袖付（工芸品）
島津家家老の樺山幸久の奉納。1953年（昭和28年）3月31日指定[17][16]。
- 色々威胴丸 兜、大袖付（工芸品）
永禄元年（1558年）の島津貴久の奉納。鹿児島県歴史資料センター黎明館保管。1953年（昭和28年）3月31日指定[18][16]。
- 色々威胴丸 兜、大袖付（工芸品）
永禄元年（1558年）の島津貴久の奉納。東京国立博物館保管。1953年（昭和28年）3月31日指定[19][16]。
- 刀 無銘（伝則重）（工芸品）
戦後の進駐軍の接収で所在不明となったが、2022年（令和4年）に特徴の一致する刀がオーストラリアで見つかった[20]。1918年（大正7年）4月8日指定[21]。
- 刀 銘相州住秋広 明徳三（工芸品）
明徳3年（1392年）の作。27代島津斉興の奉納。戦後の進駐軍の接収で所在不明となったが、オークションへの出品で発見されて2003年（平成15年）に神社が買い戻した。現在は鹿児島県歴史資料センター黎明館保管。1927年（昭和2年）4月25日指定[22][16]。

### 国の史跡
- 大隅正八幡宮境内及び社家跡 - 2013年（平成25年）10月17日指定[23][16]。

### 国の選択無形民俗文化財[注 1]
- 薩摩の馬踊りの習俗 - 2002年（平成14年）2月12日選択[24]。

### 鹿児島県指定文化財
- 有形文化財
  - 正宮造替の石灯籠（建造物）
2014年（平成26年）4月22日指定[16]。
  - 鹿児島神宮所蔵陶磁器（工芸品）
2008年（平成20年）3月25日に「鹿児島神宮宝物 陶磁器」として霧島市指定有形文化財（工芸品）に指定、2010年（平成22年）4月23日に鹿児島県指定有形文化財に指定[16]。
  - 鹿児島神宮文書（古文書）
正八幡宮神官命婦職補任状、正八幡宮執印下文、酒井季時正宮修理職補任状、酒井為春正八幡宮修理所職補任状。1987年（昭和62年）3月16日指定[25][16]。
- 有形民俗文化財
  - 宮内の田の神
1968年（昭和43年）3月29日指定[25][16]。

### 霧島市指定文化財
- 有形文化財
  - 辻の角の保食神社（建造物） - 元は弥勒院脇の白鷺池の弁財天堂。明治の廃仏毀釈で現在地に移建された。2005年（平成17年）7月6日指定[16][25]。
  - 鹿児島神宮四天王石像（歴史資料） - 隼人歴史民俗資料館の場所で発見。隼人塚史跡館保管。1994年（平成6年）6月7日指定[25][16]。
  - 神宮古印（歴史資料） - 1995年（平成7年）7月3日指定[25][16]。
- 史跡
  - 宮坂貝塚 - 裏参道で発見された貝塚。1999年（平成11年）12月8日指定[25][16]。
- 無形民俗文化財
  - 十八日の馬 - 1987年（昭和62年）3月31日指定[25][16]。

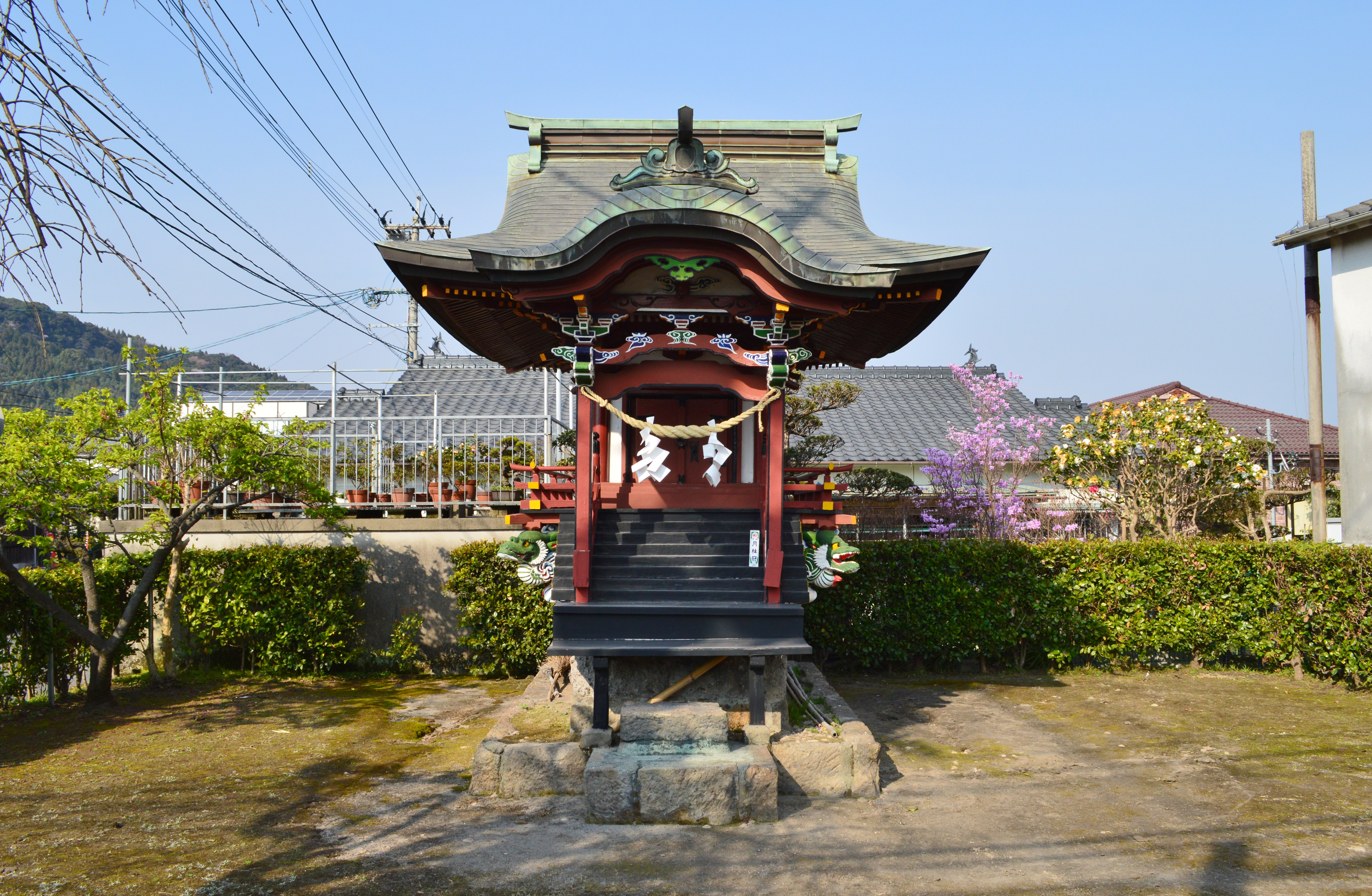
保食神社
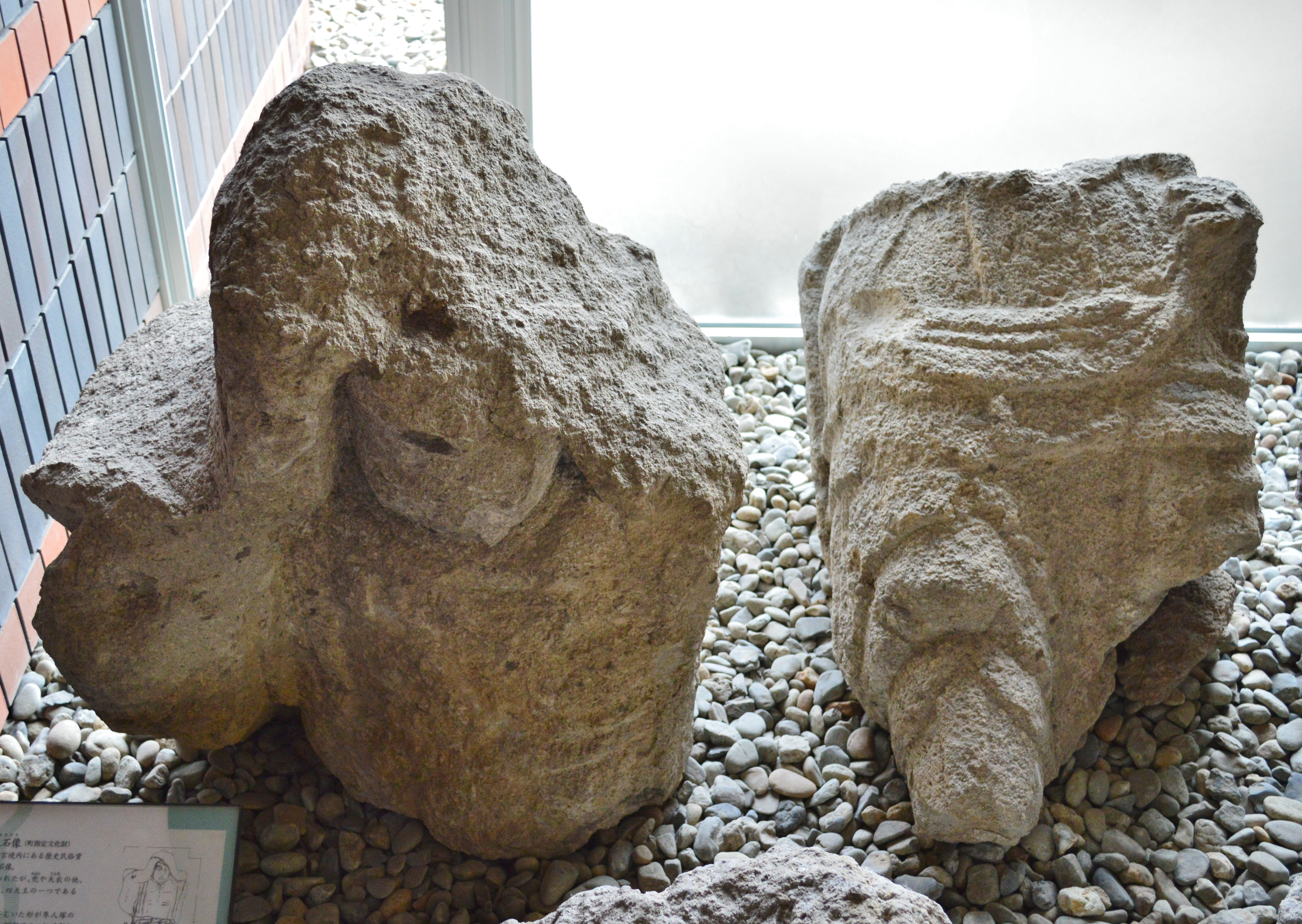
四天王石像 隼人塚史跡館展示。

## 現地情報
所在地
- 鹿児島県霧島市隼人町内2496

交通アクセス
- 鉄道：九州旅客鉄道（JR九州）日豊本線・肥薩線 隼人駅（徒歩約20分）
- バス：鹿児島交通 「鹿児島神宮」停留所（徒歩約5分）交通機関のご案内 - 鹿児島神宮